# Козловский 123-й пехотный полк
123-й пехотный Козловский полк — пехотная воинская часть Русской императорской армии. В 1863 — 1918 годах полк входил в состав 31-й пехотной дивизии.
Старшинство — с 17 мая 1797 года. Полковой праздник — 27 ноября.

## Формирование и кампании полка

### 13-й егерский полк
22 июня 1783 года из частей, отделённых от разных мушкетёрских полков и гарнизонных батальонов, были сформированы шестиротные 1, 2, 3 и 4-й Харьковские и 1, 2, 3 и 4-й Белорусские егерские батальоны. 14 января 1785 года из 4-го Харьковского и 2-го Белорусского батальонов с двумя вновь сформированными егерскими батальонами был образован четырёхбатальонный Бугский егерский корпус. 29 ноября 1796 года из 3 и 4-го батальонов этого корпуса был сформирован 14-й егерский батальон, преобразованный 17 мая того же года в полк. 11 октября 1798 года полк этот был наименован по шефу егерским генерал-майора Багговута, а 27 июня 1800 года — егерский князя Вяземского. 31 марта 1801 года полк назван 13-м егерским.
В 1805 году полк был посажен на суда и отправлен в Средиземное море, причём действовал против французов в составе отряда для защиты Ионической республики до конца 1807 года.
По возвращении в Россию в начале 1809 года полк поступил на усиление Молдавской армии, действовавшей против турок на Дунае и сначала штурмовал Браилов, затем участвовал в блокаде Мачина, и наконец в июне следующего года полк участвовал в блокаде Шумлы, а затем был передвинут к Рущуку и участвовал в его неудачном штурме.
Переведённый в 1812 года на театр Отечественной войны, полк участвовал в бою под Борисовом и своими решительными действиями не допускал обхода тыла Русской армии. В Заграничных кампаниях 1813—1814 годов полк участвовал в битве под Лейпцигом, в сражениях при Краоне, Лаоне и Арсисе, в конце кампании находился при взятии Парижа.
С началом русско-турецкой войны 1828—1829 годов полк был посажен на суда, перевезён на Кавказ и там участвовал в осаде Анапы, по сдаче этой крепости полк был отправлен на судах под Варну, где одним из первых вошёл в город.
По окончании турецкой войны 13-й егерский полк участвовал в усмирении Польского восстания 1830—1831 годов.

### Витебский полк
При реорганизации армии в 1833 году, полк 20 января был присоединён к Витебскому пехотному полку и составил его 3, 4 и 6-й батальоны. 21 апреля 3-й (резервный) батальон бывшего 13-го егерского полка, назначенный на образование резервного батальона Витебского полка, был отчислен в Шлиссельбургский егерский полк.

### Козловский полк

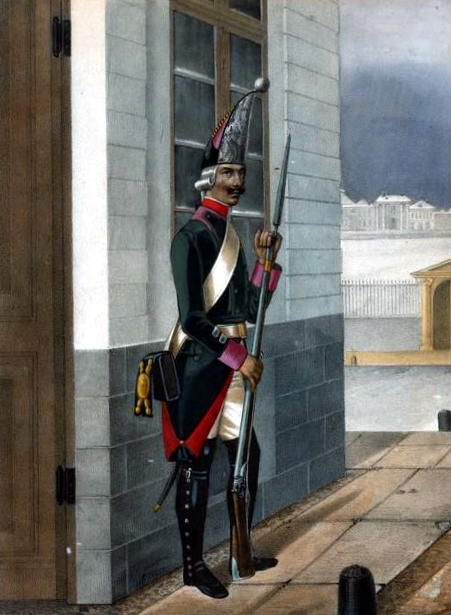
Гренадер Козловского Мушкетерского полка. 1797—1801 гг.

6 апреля 1863 года, при сформировании новых полков, из 4-го резервного и бессрочно-отпускных 5-го и 6-го батальонов Витебского пехотного полка был сформирован двухбатальонный Витебский резервный пехотный полк, который 13 августа переформирован в трёхбатальонный и назван Козловским пехотным. 25 марта 1864 года полку присвоен войсковой № — 123-й.
В русско-турецкую войну 1877—1878 гг. Козловский полк участвовал во взятии Никополя, в блокаде Плевны и в зимнем походе за Балканские горы, во время которого принял участие в бою у Ташкисена.
В апреле 1879 года была сформирована 16-я рота и полк приведён в состав четырёх батальонов.
Во второй половине 1903 года Козловский полк, в составе своей бригады, был отправлен в Приамурье и в 1904—1905 годах принял участие в войне с Японией. Первый серьёзный бой полк выдержал на Далинском перевале, затем сражался под Ляояном и Мукденом.
В мае 1906 года солдаты полка отказались участвовать в усмирении различных выступлений рабочих и крестьян, после чего всех унтер-офицеров разжаловали в рядовые, 42 солдата были осуждены на различные сроки каторги и военной тюрьмы.
Козловский полк имел старшинство с 17 мая 1797 года. Полковой праздник — 27 ноября.

## Знаки отличия полка
- Полковое Георгиевское знамя с надписями «1797—1897» и «За отличие при осаде и взятии Анапы и Варны в 1828 г., за взятие Никополя 3 июля и за переход через Балканы в 1877 г.», с Александровской юбилейной лентой.
- Знаки на головные уборы с надписью «За отличие». Пожалованы 13 января 1816 года 13-му егерскому полку.
- Знаки нагрудные для офицеров и на головные уборы для нижних чинов с надписью «За отличие в 1812, 1813 и 1814 годах и в войну с Японией в 1904 и 1905 годах». Пожалованы Высочайшим приказом 30 июля 1911 года.
- Георгиевские серебряные трубы с надписью «За взятие Никополя 3 июля и за переход через Балканы в 1877 г.» в 1-м батальоне полка
- Поход за военное отличие, пожалованный 6 апреля 1830 года за русско-турецкую войну 1828—1829 годов 13-му егерскому полку.

## Командиры полка
- 21.04.1863[3] — 03.11.1865 — полковник Чекмарёв, Николай Гаврилович
- 03.11.1865 — 30.08.1873 — полковник Карцов, Нил Петрович
- 30.08.1873 — 18.07.1877[4] — полковник Степанов, Александр Иванович
  - 18.07.1877 — 30.03.1878 — временный командующий подполковник (с 02.10.1877 полковник) Шульд, Карл Конрадович
- 27.09.1877 — 25.11.1884 — полковник (с 15.05.1883 генерал-майор) барон Дризен, Николай Фёдорович
- 12.12.1884 — 12.06.1891 — полковник Мессарош, Дмитрий Васильевич
- 02.07.1891 — 24.10.1899 — полковник Энгельке, Николай Петрович
- 30.10.1899 — 14.11.1904[5] — полковник Меликов, Венедикт Моисеевич
- 14.11.1904 — 01.08.1906 — полковник Соломко, Василий Иванович
- 01.08.1906 — 06.09.1914 — полковник Саввич, Александр Сергеевич
- 01.10.1914 — хх.04.1915 — временный командующий полковник Геруа, Борис Владимирович
- хх.04.1915 — 23.06.1915 — временный командующий подполковник Пьянов-Куркин, Владимир Павлович
- 23.06.1915 — 18.09.1916 — полковник Муратов, Владимир Павлович
- 18.09.1916 — 08.05.1917 — полковник Сурин, Виктор Ильич
- 07.06.1917 — 05.07.1917 — полковник Марков, Андрей Филиппович
- 11.07.1917 — хх.хх.хххх — полковник Пьянов-Куркин, Владимир Павлович

## Известные люди, служившие в полку
- Адамович, Борис Викторович — генерал-лейтенант, белоэмигрант, директор «Русского кадетского корпуса в королевстве СХС».
- Сахаров, Виктор Викторович — генерал-лейтенант, военный министр Российской империи.
- Ставраков, Семён Христофорович — генерал-майор.

## Другие формирования этого имени
В Русской армии существовал другой Козловский пехотный (мушкетёрский) полк, с 31 июля 1797 года по 20 июня 1799 год этот полк именовался Старобаденским. Он был сформирован 15 декабря 1763 года и расформирован в 1834 году: один батальон был присоединён к Тенгинскому полку, а два других были обращены в линейные Кавказский № 2 и Грузинский № 14; эти батальоны впоследствии вошли в состав Ставропольского и Асландузского пехотных полков.